# フィウミナータ
フィウミナータ（伊: Fiuminata）は、イタリア共和国マルケ州マチェラータ県にある、人口約1,300人の基礎自治体（コムーネ）。

## 地理

### 位置・広がり
マチェラータ県西部のコムーネ。県都マチェラータから西南西へ44kmの距離にある。

#### 隣接コムーネ
隣接するコムーネは以下の通り。括弧内のANはアンコーナ県、PGはペルージャ県所属を示す。
- カステルライモンド
- エザナトーリア
- ファブリアーノ (AN)
- マテーリカ
- ノチェーラ・ウンブラ (PG)
- ピオーラコ
- セフロ
- セッラヴァッレ・ディ・キエンティ

### 気候分類・地震分類
フィウミナータにおけるイタリアの気候分類 (it) および度日は、zona E, 2200 GGである。
また、イタリアの地震リスク階級 (it) では、zona 2 (sismicità media) に分類される。

## 行政

### 分離集落
以下の分離集落（フラツィオーネ）がある。
- Bufeto, Bussi, Campottone, Capomassa, Casenove, Castello, Colmaggiore, Fonte di Brescia, La Castagna, Laverino, Massa (sede comunale), Orpiano, Poggio Sorifa, Pontile, Quadreggiana, San Cassiano, Spindoli, Valcora, Vallibbia